# Андреева, Мария Фёдоровна
Мари́я Фёдоровна Андре́ева (урождённая Юрко́вская, в первом браке Желябу́жская; 1868—1953) — русская актриса, общественный и политический деятель. Гражданская жена Максима Горького (с 1904 по 1921 год). Дружеские отношения между Андреевой и Горьким сохранялись до конца жизни писателя.
Артистическая слава Марии Андреевой, которую публика и театральные критики ценили за утончённый лиризм, поэтичность и пленительную женственность, связана с Московским Художественным театром. В МХТ Мария дебютировала в качестве партнёрши К. С. Станиславского и провела семь самых плодотворных сезонов с 1898 по 1905 год. Увлечение пролетарским писателем прервало сценическую карьеру актрисы, и следующие семь лет Андреева провела вместе с Горьким за границей. Возвратившись в начале 1913 года в предреволюционную Россию, актриса пыталась вернуться на сцену, однако закрепиться в труппе МХТ и вновь обрести былой успех у публики не смогла.
Общественно-политическая деятельность Андреевой началась в 1899 году, когда она примкнула к социал-демократам и прониклась идеями марксизма, а в 1904 году стала членом РСДРП. Обладая деловыми и коммерческими качествами, Мария Фёдоровна как финансовый агент партии большевиков достигла больших успехов в сборе средств для революционной деятельности, за что Ленин дал ей партийный псевдоним «товарищ Феномен». После Октябрьской революции Мария Андреева занимала руководящие посты в театрально-художественном мире, была инициатором создания Большого драматического театра в Петрограде, где и завершила артистическую карьеру. Зная несколько европейских языков, М. Ф. Андреева по поручению советского правительства несколько лет работала в Германии, где добывала твёрдую валюту для государства, будучи заведующей художественно-промышленным отделом советского торгпредства в Берлине. Заключительным этапом многогранной деятельности Марии Андреевой стал московский Дом учёных, который она возглавляла в течение 18 лет.

## Биография

### Молодые годы и начало семейной жизни
Мария Юрковская родилась 4 июля 1868 года в Санкт-Петербурге, в семье главного режиссёра Александринского театра Фёдора Александровича Фёдорова-Юрковского (1842—1915) и актрисы Марии Павловны Юрковской (по сцене Лелева, урождённая Лилиенфельд) родители были выходцами из обедневших дворян. В семье было три сестры и брат, Мария — старшая. Окончила гимназию и драматическую школу, училась в консерватории. Уже в раннем детстве девочку с рыжевато-каштановыми волосами и чертами неземной красоты рисовали Крамской и трижды Репин, в возрасте 15 лет грациозная барышня с балетной фигуркой стала моделью Репина для донны Анны к иллюстрациям «Каменного гостя» Пушкина.
Первый супруг — действительный статский советник Андрей Желябужский, инспектор Московско-Курской и Муромской железных дорог, главный контролёр Московского железнодорожного узла, человек с тонким художественным вкусом, член Общества искусства и литературы, член правления Российского театрального общества. Желябужский был на 18 лет старше Марии, обладал покладистым нравом и приличным состоянием, после рождения сына Юрия в 1888-м и дочери Екатерины в 1894-м, будучи сам не без греха, особо не препятствовал романтическим увлечениям молодой жены. Первым её романом был репетитор сына Дмитрий Лукьянов, об обстоятельствах семейных нестроений через много десятков лет актриса написала в мемуарах: «Ещё в 1896 году я перестала быть женою Андрея Алексеевича Желябужского. Причины нашего разрыва были на его стороне. Я сказала ему, что соглашаюсь жить с ним в одном доме как мать своих детей и хозяйка — ради детей». Вскоре бурный роман, широко известный не только в театральных кругах, связал Андрееву с женатым миллионером Саввой Морозовым.

### На театральной сцене
Впервые вышла на любительскую сцену в возрасте 18 лет в Казани, в антрепризе режиссёра Медведева. Уже в эти годы критиками отмечались чарующий бархатный голос (впоследствии сравнённый с «серебристым звоном лесного ручья»), яркий темперамент, грация и вкрадчивая чувственность начинающей актрисы. Рано выйдя замуж за «богатого и прочно устроенного человека», крупного железнодорожного чиновника Андрея Желябужского, отправилась вместе с супругом по делам его службы в Грузию, где с 1886 года выступала в Тифлисском театре, училась пению и даже принимала участие в оперных спектаклях. О годах беззаботной молодости на Кавказе Андреева вспоминала: «Репетиции сопровождались ужинами и танцами, после спектаклей тоже ужинали и танцевали, публику составляли родные и знакомые. Бывало очень весело; когда попадалась интересная роль, приятно было её играть и иметь успех — словом, всё, как полагается у праздных, имеющих много свободного времени, обеспеченных людей». Всего Мария Фёдоровна провела в Тифлисе пять лет и там по имени мужа взяла себе сценический псевдоним Андреева.
Вернувшись в Москву, играла в Обществе искусства и литературы, которым руководил Константин Станиславский и где репетиции были уже не забавой, а серьёзным делом. Для овладения артистическим ремеслом Андреева брала частные уроки у актрисы Н. М. Медведевой — учительницы М. Н. Ермоловой. Впервые на профессиональную сцену вышла в Москве 15 декабря 1894 года в пьесе А. Островского «Светит, да не греет», где партнёром её был Станиславский. Запомнилась критике и роль Юдифи в пьесе Гуцкова «Уриэль Акоста», где главного персонажа тоже играл Станиславский. Мария Фёдоровна удостоилась лестных отзывов за «искренность, чувство меры, поэтичность и пленительную женственность». За три года в Обществе сыграла 11 ролей. Потом Станиславский и Андреева вместе выходили на сцену Московского художественного театра, с которым связано семь лучших, самых плодотворных лет актрисы (1898—1905), режиссёр-реформатор видел её в классическом и романтическом репертуаре. Успех Андреевой принесли шекспировские образы Геро («Много шума из ничего») и Оливии («Двенадцатая ночь»). С большим изяществом, отмечали критики, «акварельной тонкостью и лиризмом» Андреева воплотила драматические образы страдающей женщины в пьесах Гауптмана «Потонувший колокол» и «Одинокие», где в роли Кете актриса выходила на сцену 73 вечера. «Чрезвычайно благодарная внешность сочеталась в ней с особым изяществом исполнения, вытекавшим из тонкого проникновения в создаваемый образ и обдуманного психологического анализа». Театровед С. Глаголь (отец артиста Бориса Глаголина), комментируя постановку «Потонувшего колокола», отмечал: «Г-жа Андреева, чудесная златокудрая фея, то злая, как пойманный в клетку зверёк, то поэтичная и воздушная, как сказочная грёза». Критика С. Васильева актриса поразила в роли Оливии: «она была так изящна и красива, настолько соответствовала шекспировскому образу, что напрашивалась на полотно художника». Органичными и естественными для актрисы стали роли в пьесах Чехова: Ирина — «Три сестры»; Аня — «Вишнёвый сад», где Андрееву после сомнений Немировича-Данченко выбрал на роль из нескольких кандидаток сам Чехов. С сезона 1902—1903 важное место в её репертуаре занимала роль Наташи в пролетарской пьесе Горького «На дне».
С лета 1904 года Андреева взяла в МХТ годовой отпуск, вызванный также и разрывом Горького с Художественным театром. В это время возникли планы создания в Санкт-Петербурге нового масштабного театрального проекта, главными организаторами товарищества должны были стать Горький, Савва Морозов, Вера Комиссаржевская, Константин Незлобин. Театр предполагалось открыть в арендованном на средства Морозова здании на Литейном проспекте. В составе труппы планировалось объединить актёров театров Незлобина и Комиссаржевской. Приглашала Андреева в новый проект и других артистов МХТ, в их числе Качалова. Однако новый театр в Санкт-Петербурге так и не был создан. С начала сезона 1905—1906 годов Андреева кратковременно вернулась в МХТ, где исполнила роль Лизы в новой пьесе Горького «Дети солнца» (1905).
Всего в МХТ за шесть сезонов Андреева сыграла 15 главных ролей в пьесах Чехова, Горького, Островского, Гауптмана, Ибсена, Шекспира. В антрепризе рижского театра К. Н. Незлобина Андреева сыграла Марью Львовну в «Дачниках». Артистическим талантом Андреевой восхищались взыскательная публика и театроведы; как страстная и увлекающаяся натура, Мария Фёдоровна оказалась в центре внимания московской богемы. Станиславский нередко раздражался на капризы Андреевой, в 1902 году между ними имела место нервная переписка, связанная с потрясениями Андреевой из-за её начавшейся подпольной революционной деятельности. Однако Станиславский настойчиво продолжал работать с ней, пытаясь преодолеть, как он считал, излишнее самолюбие и индивидуалистические черты характера, препятствующие коллективному творчеству. Вместе с тем, питая симпатию и доверие, поручил Андреевой заниматься также деловыми и финансовыми вопросами театра, что дало актрисе неоценимый опыт взаимоотношений с меценатами. Напряжённые отношения возникли у Андреевой с Немировичем-Данченко, который в качестве примы видел Ольгу Книппер. Через несколько лет, когда в силу обстоятельств и интриг на первые роли в театре выдвинулась Книппер, самые важные для Андреевой события стали связаны с её личной жизнью.

### Годы с Максимом Горьким

#### Знакомство и начало совместной жизни
18 апреля 1900 года в Севастополе, куда МХТ выезжал показать А. П. Чехову его «Чайку», Андреева познакомилась с Горьким. Первая встреча Андреевой с Алексеем Максимовичем состоялась в антракте спектакля «Гедда Габлер», когда в гримёрку актрисы заглянули Чехов и Горький. «Меня захватила красота и мощь его дарования», — вспоминала Андреева. Обоим в год их первой встречи исполнилось по 32 года; начиная с крымских гастролей писатель и актриса стали видеться часто, особенное впечатление Андреева произвела на Горького в образе Наташи в пьесе «На дне»: «Пришёл весь в слезах, жал руки, благодарил. В первый раз тогда я крепко обняла и поцеловала его, тут же на сцене, при всех». В начале 1900-х годов Андреева — элегантная светская дама, посетительница избранных салонов, званый гость на приёмах у великого князя Сергея Александровича. В кругу своих друзей Горький называл Марию Фёдоровну «Чудесной Человечинкой».

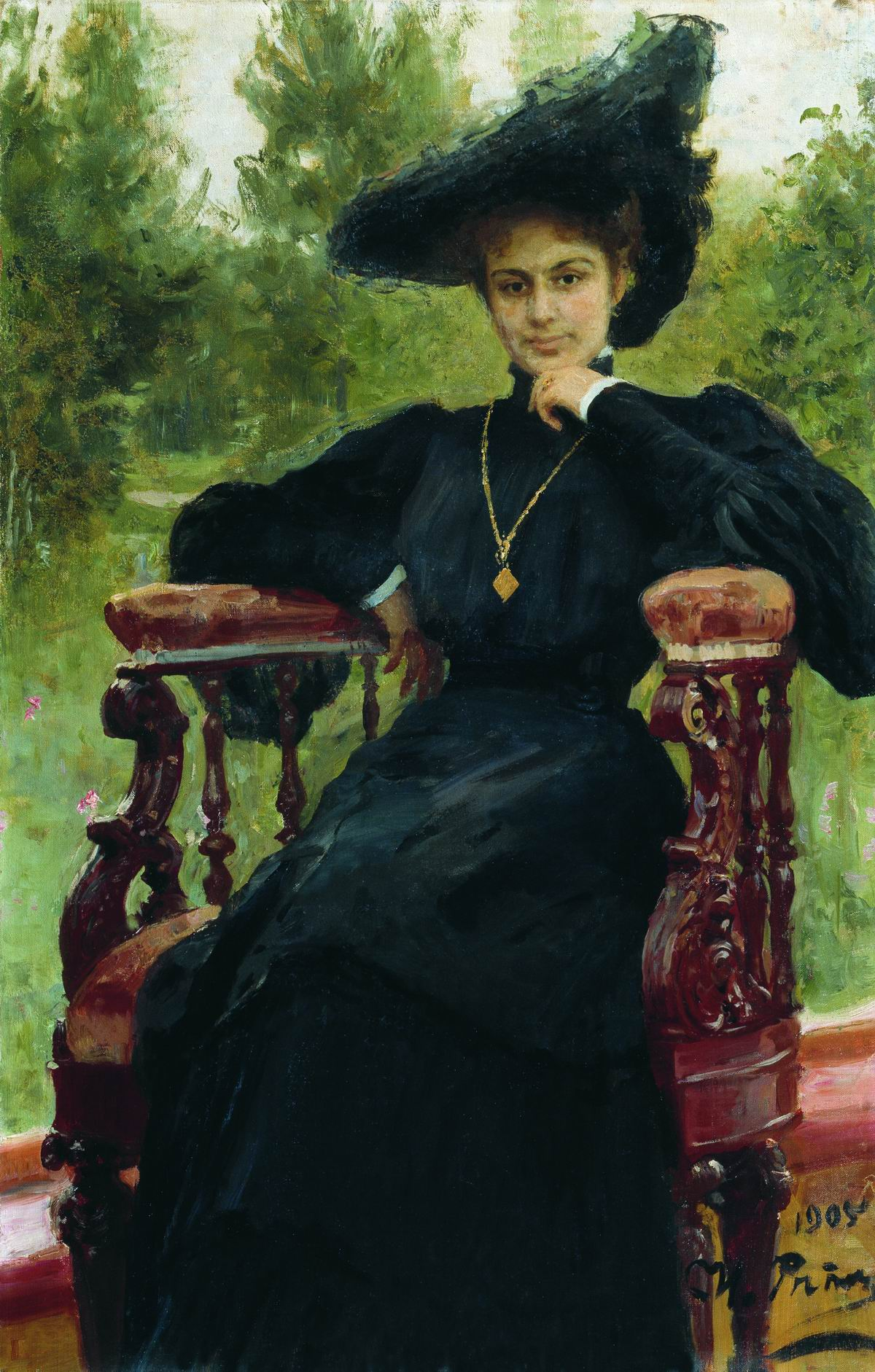
И. Е. Репин. Портрет актрисы Марии Фёдоровны Андреевой. 1905 год. Национальный художественный музей Республики Беларусь.

К социал-демократам Андреева примкнула ещё в 1899 году; с марксизмом, распространявшимся в кругах творческой интеллигенции, Марию познакомил прибывший в Москву ссыльный студент-вольнодумец Пётр Красиков (подпольная кличка «Игнат»). Под влиянием своего наставника Андреева переводила с немецкого и самостоятельно изучала «Капитал» К. Маркса. Студент-репетитор Лукьянов ввёл Андрееву в кружок Ставропольского студенческого землячества, где в свободном духе велись споры на философские и политические темы, и где Мария получила представление о жизни низших слоёв общества, под влиянием чего у неё начали меняться общие представления о мироустройстве. Сблизившись с большевиками, которым дама из высшего общества с разнообразными светскими связями пришлась весьма кстати, Андреева начала выполнять поручения Московского социал-демократического центра по хранению и транспортировке нелегальной литературы, подключилась к работе Красного Креста. Используя нужные знакомства в охранительных ведомствах, вхожая в любые начальственные кабинеты, Андреева занималась легализацией подпольщиков, снабжала их документами и устраивала на работу. Не вызывало подозрений у полиции место подпольных конспиративных встреч революционеров: это была изолированная дальняя комната в 9-комнатной квартире супругов Желябужских в Театральном проезде, казённое жилище действительного статского советника, где вечера-приёмы у Андреевой посещали Москвин, Качалов, Горький, Леонид Андреев, Куприн, Бунин, Эфрос, Савва Морозов. В апреле 1903 года Андреева исполнила ответственное задание партии: пользуясь своим положением жены важного железнодорожного чиновника, она доставила в Нижний Новгород Горькому чемодан с тиражом первомайских листовок. При этом в своём купе первого класса спрятала в пути разыскиваемого полицией подпольщика по кличке «Никодим». Представитель ЦК РСДРП в Киеве Глеб Кржижановский вспоминал, что в ходе визита к Андреевой в богато обставленную квартиру её мужа Желябужского в Театральном проезде он получил от Андреевой на партийные нужды около 10 000 рублей. Источником этих средств, как показалось Кржижановскому, был Савва Морозов.
Новые умонастроения оказались близки душевному настрою мятущейся молодой актрисы, ещё более её взгляды укрепились в результате знакомства с Горьким и его творчеством. Летом 1903 года в Женеве происходит важное событие в жизни Андреевой: она познакомилась с Лениным. В 1904-м, на год раньше Горького, она стала членом РСДРП. По поручению Ленина со второй половины 1903 года Андреева начала целенаправленно заниматься сбором денег для РСДРП, деятельность оказалась успешной, постепенно приобретала размах — актрисе удавалось раздобывать весьма крупные суммы. В конце 1903 года Мария Фёдоровна окончательно уходит от мужа, расторгает брак, снимает себе квартиру во Вспольном переулке, 16 (на квартире Андреевой в 1905 году скрывались от полиции Николай Бауман и Леонид Красин). Становится гражданской женой Горького и его литературным секретарём. Горький же прекращение своего первого брака официально не оформлял вовсе, поэтому зарегистрировать новые отношения не мог.
Вторую половину 1904 года Андреева и Горький вместе провели в дачном посёлке Куоккала под Петербургом и в Риге, отдыхали на целебных источниках курорта Старая Русса. В Куоккала, на мызе Линтуля, Марией Фёдоровной арендовалась большая дача, построенная в русском стиле, окружённая садом в духе старинных имений русских помещиков, жила там Андреева со своими детьми и писателем в возможном благополучии. Часть времени Андреева и Горький проводили в квартире актрисы в Москве. В январе 1905 года, когда Горький после событий Кровавого воскресенья был арестован и брошен в Петропавловскую крепость, Андреева, будучи на гастролях в Латвии, оказалась в рижской больнице с разлитым гнойным перитонитом, что едва не стоило ей жизни. Савва Морозов оплатил лечение и выдал неверной Марии полис на предъявителя, по которому ещё в 1902 году застраховал свою жизнь на 100 000 рублей. С 29 марта по 7 мая 1905 года Андреева после выздоровления отдыхала с Горьким в Ялте, потом в дачном местечке Куоккала, а спустя неделю, 13 мая, в Ницце при неясных обстоятельствах покончил с собой Савва Морозов. После загадочного самоубийства бывшего любовника Андреева получила завещанные им страховым способом деньги и большую часть, около 60 000 рублей, унаследованного капитала отдала большевикам.
Характеризуя изменчивую натуру Андреевой, биографы отмечают, что уже начав отношения с Горьким, Мария Фёдоровна не раз использовала увлечённость ею Саввы Морозова для финансирования на его средства партийных нужд: в частности, газеты «Искра», а также редактируемой Горьким большевистской газеты «Новая жизнь», издателем которой стала Андреева. В издательстве этой газеты в доме Лопатина произошла первая встреча Горького с Лениным.
«Особенное впечатление производили её глаза, часто загоравшиеся шутливыми искорками, но всегда смотревшие с живым интересом на собеседника. И все же чувствовалось, что все, кто был на террасе, как бы они ни были милы Марии Фёдоровне, целиком её не занимали. Её мысли были заняты Горьким. Она следила за тем, чтобы, когда он говорил, никто зря в разговор не вмешивался. Следила, как и что он ел, так как он норовил ничего не взять в свою тарелку, как-нибудь схитрить и не съесть, что ему полагалось».

#### События в Гельсингфорсе
19 января 1906 года вместе с Горьким и Скитальцем (Петровым) на благотворительном литературно-музыкальном вечере в Финском национальном театре в Гельсингфорсе Андреева, согласно отчётам царской охранки, прочитала воззвание «противоправительственного содержания». Из тех же документов следует, что «Мария Желябужская была привлечена в 1906 году к производившемуся при С.-Петербургском Губернском Жандармском Управлении дознанию о конторе редакции газеты „Новая жизнь“, каковая контора служила… местом конспиративных свиданий активных работников С.-Петербургской социал-демократической организации и явочным местом для членов Российской социал-демократической рабочей партии, приезжавших в С.-Петербург из других городов». Эти донесения через семь лет, после возвращения из Италии, стали основанием для её уголовного преследования в России.

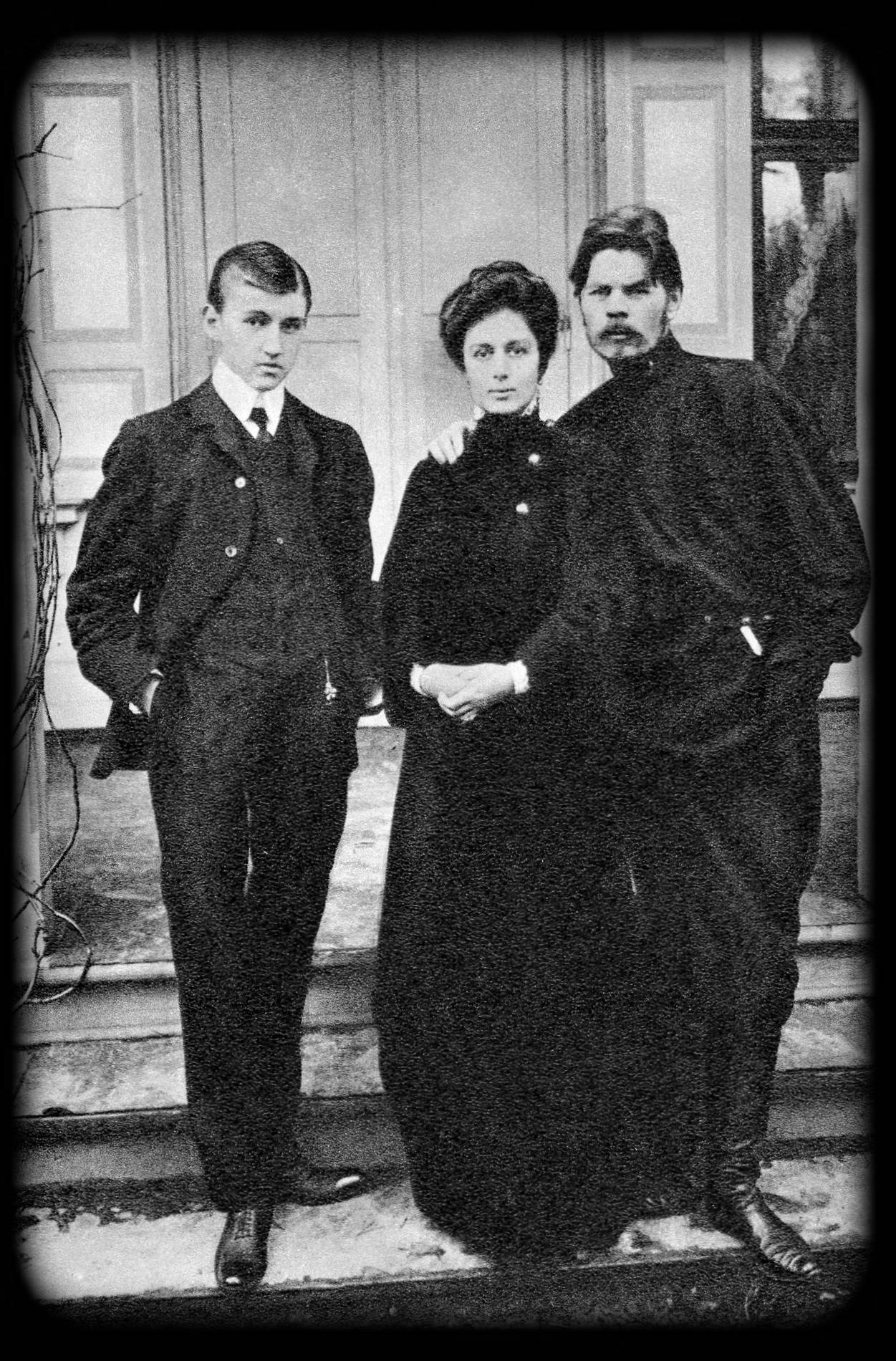
Мария Андреева и Максим Горький. Слева — сын Андреевой Юрий Желябужский, 1905 год.

По свидетельству организатора выступления в Гельсингфорсе, сопровождавшего пару тайного агента РСДРП Николая Буренина, прибытие Горького, а главное — любимицы московской публики Андреевой, к тому времени хорошо известной в Финляндии по спектаклям Московского Художественного театра, вызвало в городе сильнейший ажиотаж. Гостей взял под своё покровительство популярный финский художник Аксели Галлен-Каллела. Выступление Андреевой в Финском национальном театре состоялось вместе с дирижёром Робертом Каянусом с оркестром и участием датской певицы Эллен Бэк. Появление Андреевой сопровождалось приветственными криками «элякен», что по-фински означает «ура!» Андреева на эмоциональном подъёме прочитала стихотворение Ивана Рукавишникова «Кто за нас — иди за нами!» Произведение заранее было удачно переведено на финский и шведский языки, отпечатано в программах, что вызвало повышенные интерес и сопереживание публики. После концерта в отеле состоялся праздничный ужин, где присутствовал цвет литературного, художественного и музыкального творчества Финляндии. Тосты в честь Горького и Андреевой вызвали благодарный ответ Марии Фёдоровны на немецком языке. На следующий день газеты восторженно оценили выступление Андреевой в театре, которое потрясло сдержанных и суровых скандинавов. Спустя несколько дней в Доме пожарного общества состоялся вечер под патронатом начальника рабочей красной гвардии капитана Кока, на котором Андреева зажигательно продекламировала революционные произведения на русском языке и одно стихотворение по-фински, что вызвало восторженную реакцию публики. Это были самые успешные выступления актрисы Андреевой за границами исторической России.
После триумфа в Гельсингфорсе Андреева и Горький скрывались от царской охранки в имении художника Варен под Выборгом, затем через Або и Стокгольм пароходом направились в Германию, оттуда — в Швейцарию и Францию. Там в начале апреля 1906 года они воссоединились с Бурениным. В Шербуре 4 апреля все трое поднялись на борт океанского лайнера «Фридрих Вильгельм Великий», откуда отправились в США. Андреева выхлопотала у капитана парохода для Горького самую комфортабельную каюту на борту, которая как нельзя лучше подходила для писательского труда в течение 6 дней перехода через Атлантику. В каюте Горького был кабинет с большим письменным столом, гостиная, спальня с ванной и душем. Сама Мария Фёдоровна заняла отдельную каюту «люкс».

#### В Америке
Разносторонне образованная, обладавшая широкой эрудицией, владевшая многими языками Андреева старательно и успешно исполняла обязанности секретаря писателя: вела переписку Горького, перепечатывала его рукописи, решала с издателями споры о гонорарах, переводила Горькому статьи из европейских газет, а труды самого писателя — на французский, английский, немецкий и итальянский языки. Была переводчиком, когда Горький принимал иностранных гостей. В заграничных поездках, где Горький вёл сбор средств в поддержку революции в России, а также лечился от туберкулёза, которым страдал с молодости, Мария Фёдоровна часто исполняла обязанности медсестры и сиделки. Расставание с родиной и театром далось Андреевой нелегко, решение было принято после внутренней борьбы: «Согласившись ехать, я, конечно, сожгла за собой корабли, так как останься я — ну, может быть, посидела бы немного <в тюрьме>, но выпустили бы меня, я осталась бы на сцене, со своими детьми, в своей стране». Ехать в эмиграцию Андреева согласилась ради Горького, его свободы, а с учётом тяжёлой болезни и необходимости лечения, — вероятно, и ради его жизни.
«Газеты писали, что Горький якобы обманул американскую публику, назвав Андрееву своей женой, тогда как она «актриса, женщина легкого поведения», а свою законную жену с детьми бросил на произвол судьбы в России и тем оскорбил моральные устои американских граждан. Каким-то образом, несомненно не без содействия эсеров, появилась в газетах хорошая фотография жены Горького с двумя детьми, присланная из России, а рядом портрет неизвестной красавицы в легкомысленном эстрадном туалете, и было подписано, что это мадемуазель Андреева, с которой Горький приехал в Америку».
В середине апреля 1906 года Андреева с Горьким прибыли пароходом в США. Цель поездки, предпринятой по поручению Ленина и Красина, состояла в пропаганде идей русской революции, а также в сборе средств в кассу большевиков путём агитации. По поручению партии в качестве организатора мероприятий, связного и телохранителя супругов сопровождал член «боевой технической группы большевиков» Николай Буренин. По приезде пароходом в США состоялись митинги с участием Горького, переводила которого Андреева, в Нью-Йорке, Бостоне и Филадельфии, при этом на первом же митинге в Нью-Йорке было собрано 1200 долларов. Уже в отеле «Бель-клер» наблюдался небывалый наплыв желающих видеть Горького и говорить с ним. В нью-йоркском клубе Молодых писателей для пары был устроен обед в обществе Марка Твена.
В первые дни пребывания в США произошла неприятная история, осложнившая заокеанское турне. Андреева подверглась настоящей травле со стороны пуританского американского общества. Горький всем представлял Марию в качестве своей жены, однако дотошные журналисты узнали правду, и в прессу не без помощи царского правительства и эсеров просочилась информация, что писатель официально так и не развёлся со своей законной супругой, а с Андреевой не венчался. Горького стали публично упрекать в двоежёнстве, после жёстких препирательств возникли проблемы с местными властями. Из трёх отелей пара была изгнана, в последней гостинице возмущённая администрация выбросила вещи Андреевой и Горького среди ночи на улицу. С трудом удалось устроить гражданских супругов в общежитии при писательском клубе, где они пребывали фактически на условиях домашнего ареста: нельзя было подходить к окнам и открывать шторы, не разрешалось выходить из клуба. В конце концов Андрееву и Горького сочувственно приютила в своей городской вилле на острове Статен-Айленд в устье Гудзона дочь известного нью-йоркского врача Престония Мартин с мужем, о чём 21 апреля 1906 года сообщила газета «Tribune». Травля Андреевой прекратилась лишь после того, как в американской прессе были опубликованы сведения о дворянском происхождении Марии Фёдоровны и её признанном статусе в российском обществе. Пропагандистская кампания против пары разоблачалась и в рабочем журнале «Труд». Несмотря на пережитые потрясения, Андреева и Горький решили не прерывать путешествия по Америке. Летом они отдыхали в имении «Summer Brook» четы Мартин в горах Адирондак на границе с Канадой. В начале сентября 1906 года вернулись в Россию, где писатель за пару месяцев завершил роман «Мать», начатый в Америке. В октябре 1906 года в связи с обострением болезни Горького и необходимостью лечения в благоприятном климате южной Европы супруги выехали в Италию.

#### На острове Капри в Италии
Осенью 1906 года Андреева и Горький прибыли в Италию. Сначала остановились в Неаполе, куда приехали 13 (26) октября 1906 года. Через два дня в Неаполе возле гостиницы «Везувий» состоялся митинг, на котором были оглашены приветствия итальянцев писателю, чей образ на Аппенинах воспринимался в романтическом ореоле борца, «символа русской революции». На митинге было зачитано приветствие Горького к «товарищам итальянцам». После митинга у гостиницы «Везувий» встревоженные власти попросили супругов переселиться на остров Капри в Неаполитанском заливе. В те годы на Капри собралась немалая русская колония. Здесь жили поэт и журналист Леонид Старк и его жена, впоследствии — библиотекарь Ленина Шушаник Манучарьянц, писатель Иван Вольнов (Вольный), наездами бывали писатели Новиков-Прибой и Ян Струян, другие литераторы. Раз в неделю на вилле, где жили Андреева и Горький, устраивался литературный семинар для молодых писателей.
Шесть лет Андреева и Горький прожили на Капри, сначала в гостинице «Квизисана», затем — на виллах «Блезиус» и «Серфина». В мемуарах Андреева отмечала особую атмосферу территориальной изолированности на Капри: связь острова с Неаполем обеспечивал маленький пароходик, курсировавший раз в сутки; в непогоду и сильный ветер, когда в заливе поднималось волнение, Капри оставался на несколько дней оторванным от большой земли. Описанная Андреевой вилла состояла из трёх комнат: на нижнем этаже супружеская спальня и комната Марии Фёдоровны, весь второй этаж занимала огромная комната с панорамными окнами из цельного стекла длиной три метра и высотой полтора метра, одно из окон с видом на море. Там находился кабинет Горького. «Так как дом стоял на полугоре и довольно высоко над берегом, получалось впечатление, будто сидишь не в доме, на земле, а на корабле, на море», — вспоминала актриса. Часто приезжали и подолгу жили с Андреевой на Капри и её дети — Юрий и Екатерина. Помимо ведения домашнего хозяйства и приёма многочисленных гостей, Мария Фёдоровна занималась машинописной перепечаткой произведений Горького и переводами. В частности, перевела с итальянского множество сицилийских народных сказок.

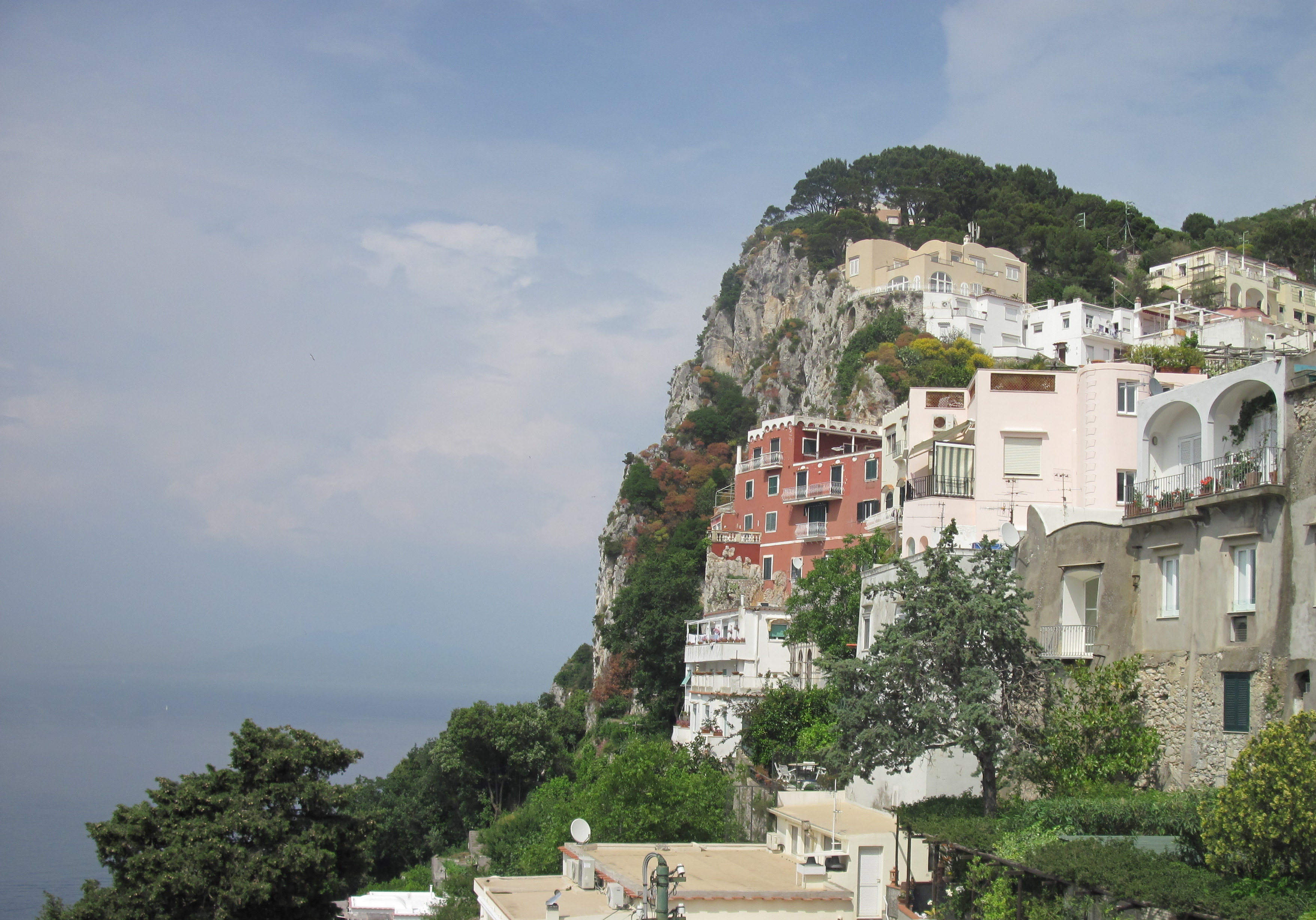
Остров Капри, Италия.
На вилле бордового цвета жили Андреева и Горький.

Время от времени Андреева и Горький вместе выезжали в Европу: к Ленину в Лондон, на V съезд РСДРП (1907), в Париж (апрель 1912), много путешествовали по стране, знакомясь с итальянской культурой — в Неаполь, во Флоренцию, Рим, Геную. На вилле острова Капри под руководством Горького и при деятельном участии Андреевой была основана Высшая школа пропагандистов (известная также как рабочий центр и партийная школа теоретиков-большевиков, в создании его приняли участие Богданов и Луначарский). Супругов в их «золочёной клетке» часто навещали гости из России — писатели, артисты и просто приверженцы марксизма. В апреле 1908 и июне 1910 года их дважды посетил на Капри Ленин.

#### Возвращение в Россию

##### Отъезд с Капри
К началу осени 1912 года в отношениях Марии Фёдоровны с Горьким наметилось охлаждение: «Здоровье А. М. очень плохо и вообще всё-всё так же грустно и нелепо. Ни обо мне, ни о нём никому ничего не говорите пока — и так выдумывают невероятные вещи…», — писала актриса в письме к своему знакомому Н. Е. Буренину в октябре 1912 года. В другом, ноябрьском письме Буренину, в целях конспирации упоминая о себе в третьем лице, Андреева пишет: «Необходимо действовать скорее, чтобы уж она принялась за работу и хоть в этом нашла силы забыться от горя». Переживая разрыв с Горьким и тоскуя по сцене, Андреева выехала с Капри в ноябре 1912 года пароходом через Данию по поддельному паспорту на имя Harriet Brooks. Возвращалась в Россию нелегально, через Германию и Финляндию, где пробыла пару месяцев. 10 января 1913 года в агентурной записке Охранного отделения по г. Москве упоминается «ныне прибывшая в г. Москву жена Максима Горького (Андреева)». Полгода находилась в Москве на нелегальном положении. В легализации свободной от обязательств актрисе помог старый знакомый и новый любовник, ещё в 1903 году помогавший ей укрывать беглых революционеров, генерал-майор Владимир Джунковский, в начале 1913 года занявший пост товарища министра внутренних дел и командира отдельного корпуса жандармов.

##### Снова на сцене
«В пьесе Найдёнова «Авдотьина жизнь» Мария Фёдоровна играла старую деву. В продолжение всего спектакля она вынуждена была играть с подвязанной щекой, так как у её героини все время болят зубы. На первый взгляд казалось, что роль эта комического плана, но Мария Фёдоровна увидела в старой деве женщину, обиженную судьбой, в которой теплится и страсть, и нежность, и жажда материнства. Получился трогательный до слёз образ!».
Возвратившись к актёрской профессии, 45-летняя Андреева, находившаяся под гласным надзором полиции и не получившая разрешения выступать в Москве, собирала «осколки театральной славы», участвовала в гастролях труппы Московского художественного театра. Вышла на сцену в спектакле «Одинокие», некогда принёсшем ей признание, однако выдержать конкуренцию с новым актёрским поколением и закрепиться в труппе МХТ ей не удалось. Следующие четыре сезона, с 1914 по 1917 годы, играла в Свободном театре К. А. Марджанова, в киевском театре «Соловцов», в труппе Синельникова, в московской антрепризе Константина Незлобина. Отмечались её роли этого периода — Вера Филипповна в спектакле «Сердце не камень» по А. Н. Островскому, Рита Каваллини — в спектакле «Роман» по пьесе американского драматурга Эдварда Шелдона. В эти годы Мария Фёдоровна была в стороне от политики, однако продолжала заниматься коммерцией. Андреева стала представлять интересы Горького в российских издательствах. На родине в предреволюционное время наблюдался всплеск популярности произведений Горького, что приносило доходы и Марии Фёдоровне. Она проявляет предприимчивость в новой для себя сфере — кинематографе (где с 1916 года начал карьеру оператора и режиссёра её сын Юрий, вскоре снимавший Ленина), успешно привлекает в развивающуюся киноиндустрию сотни тысяч рублей капиталов меценатов Каменского и Лианозова.

##### Квартира в Петербурге на Кронверкском
Горький вернулся в Петербург 31 декабря 1913 года после объявления всеобщей амнистии по случаю 300-летия Дома Романовых. Благодаря этому Андреева и Горький на пять лет снова воссоединились: они поселились сначала в Мустамяках (Финляндия, тогда в составе Российской Империи), в деревне Неувола, на даче Александры Карловны Горбик-Ланге, а затем — в Санкт-Петербурге. С 1914 по 1919 год Андреева и Горький жили на Кронверкском проспекте Санкт-Петербурга, дом 23, квартира 5/16 (ныне 10). В 11-комнатной квартире с разрешения сердобольных хозяев поселилось более 30 их родственников, знакомых и даже профессиональных приживал. Большинство из них ни в чём не помогали по хозяйству и не получали никаких пайков. В соседней с Горьким комнате обосновалась Мария Закревская-Бенкендорф, которая однажды принесла на подпись Горькому какие-то бумаги, тут же при хозяевах упала в обморок от голода, была накормлена и приглашена пожить, а вскоре стала предметом страсти писателя. По воспоминаниям дочери Марии Фёдоровны Екатерины Андреевны Желябужской об атмосфере дома в эти пять лет, перенаселённая частная квартира фактически превратилась в приёмную учреждения, жаловаться на жизнь и невзгоды Андреевой и Горькому «сюда приходили все: академики, профессора, всякие обиженные интеллигенты и псевдоинтеллигенты, всякие князья, дамы из „общества“, ущемлённые российские капиталисты, ещё не успевшие сбежать к Деникину или за границу, вообще те, чью хорошую жизнь дерзко нарушила Революция». Среди гостей были председатель Петросовета Зиновьев и уполномоченный Совета рабоче-крестьянской обороны Каменев. Основное времяпрепровождение бесчисленных обитателей и гостей квартиры Андреевой и Горького состояло в том, что они беспрерывно ели, пили, танцевали, азартно играли в лото и в карты, непременно на деньги, пели «какие-то странные песни», происходило соборное чтение распространённых в то время изданий «для старичков» и порнографических романов XVIII века, популярен у собравшихся был маркиз де Сад. Беседы велись такие, что у дочери Андреевой, молодой женщины, по её признанию, «горели уши». Часто навещавшая супругов в то время Шушаник Манучарьянц вспоминала хладнокровие и выдержку Андреевой перед лицом сонма гостей и её необыкновенное, особенно для обстоятельств тех голодных лет, гостеприимство, умение всех принять, угостить, развлечь, разыгрывать постановочные шарады, в котором проявлялся её талант большой драматической актрисы.
Новое, в этот раз бесповоротное охлаждение супружеских отношений между Горьким и Андреевой, произошло в 1919 году не только по причине всё более резко проявлявшихся политических разногласий. Горький, одухотворённо мечтавший о «новых идеальных людях» и пытавшийся создать их образ в своих произведениях, не принял революцию, был поражён её жестокостью и беспощадностью, — когда, несмотря на его личное заступничество перед Лениным, были расстреляны великий князь Павел Александрович и поэт Николай Гумилёв. К личному разрыву с Андреевой, по утверждению её дочери Екатерины, привёл не легкомысленный флирт с Закревской-Бенкендорф, а длительное увлечение Горького Варварой Васильевной Шайкевич — женой их общего друга, издателя и писателя Александра Тихонова (Сереброва).
В феврале 1919 года Андреева и Горький были назначены руководителями Оценочно-антикварной комиссии Народного комиссариата торговли и промышленности. К работе были привлечены 80 лучших питерских специалистов в области антиквариата. Цель состояла в том, чтобы отобрать из имущества, конфискованного в церквях, во дворцах и особняках имущего класса, в банках, антикварных лавках, ломбардах, предметы, представляющие художественную или историческую ценность. Затем эти предметы предполагалось передать в музеи, а часть конфискованного реализовать на аукционах за границей. Через некоторое время, по словам Зинаиды Гиппиус, квартира Андреевой и Горького приобрела вид «музея или лавки старьёвщика», однако при расследовании, проведённым следователем ВЧК Назарьевым, доказать личной корысти возглавляющих Оценочно-антикварную комиссию не удалось, а в начале 1920 года комиссии для пополнения экспортного фонда разрешили и скупать частные коллекции.

### На службе партии и революции
В эмиграции Андреева выполняла задания Ленина по доставке в Россию большевистской газеты «Пролетарий», собирала и распространяла материалы по истории русской революции, вела сбор денег и привлекала новых авторов для ленинских газет «Искра» и «Правда», а также выполняла ряд других партийных поручений. Глеб Кржижановский характеризовал Андрееву как «очень самособранного, изящного человека, глубоко преданного интересам партии».
На пятом съезде РСДРП в Лондоне в апреле-мае 1907 года по приглашению Ленина и Центрального Комитета РСДРП Андреева и Горький были гостями. Ещё на этапе подготовки съезда Мария Фёдоровна вела переговоры с предпринимателями, изыскивала средства для проведения форума. Согласно воспоминаниям делегата, большевика Н. Н. Накорякова, Андреева взялась организовать участникам в маленькой столовой по соседству со зданием, где проходил съезд, «дешёвое и здоровое питание». При этом в целях конспирации Андреева предпринимала усилия, чтобы делегаты как можно меньше оказывались в кадрах фотокорреспондентов, особенно те из них, кому было опасно из-за возможных преследований в России попадать со своими фотографиями на газетные страницы. По воспоминаниям делегата съезда, ткачихи Е. С. Горячевой, характеризующей Андрееву как «красивую, ласковую, внимательную женщину», в кулуарах съезда Андреева организовала импровизированный буфет, в перерыве между заседаниями делегатов угощали пивом. За стойкой буфета Андреева полушутя приговаривала: «Угощаю пивом только большевиков», а раздосадованные меньшевики проходили мимо. Съезд завершился победой большевиков над меньшевиками. Заграничная агентура российского департамента полиции докладывала в мае 1907 года в Санкт-Петербург о прибытии Андреевой на лондонский съезд и денежных пожертвованиях, переданных ею партии РСДРП на организацию и проведение съезда. В частности, в рапорте говорилось, что «…из ста тысяч рублей, оставленных Саввой Морозовым Андреевой (второй жене Горького), в их распоряжении остаётся лишь 40 000 рублей».
В Февральской и Октябрьской революциях 1917 года Андреева активного участия не принимала. Однако после Февраля, когда новой власти понадобились новые квалифицированные кадры, Мария Фёдоровна стала председателем художественно-просветительного отдела Петроградской городской думы. Ещё более высоко заслуги Андреевой оценили после Октября: была назначена комиссаром театров и зрелищ Петрограда и пяти прилегающих губерний. Ленин называл Андрееву «комиссаром по делам искусства». Мария Фёдоровна вновь уделяет внимание политическим интересам Горького, ведь в качестве финансового агента партии все эти годы она помогала собирать деньги для революционной деятельности. За деловую и коммерческую хватку Ленин называл Андрееву «товарищ Феномен», что закрепилось как партийный псевдоним.
В 1918 году Петроградская дума канула в прошлое, и Андреева снова назначена заведующей театральным отделом Петросовета, она полностью погружается в партийно-общественную деятельность. Постоянная занятость на бесчисленных совещаниях и заседаниях новой власти отразилась на её личных отношениях с Горьким. В 1919 году в жизнь 51-летнего пролетарского писателя вместо ровесницы-актрисы стремительно ворвалась (и тоже сначала в качестве секретаря) 27-летняя баронесса и политическая авантюристка Мария Игнатьевна Закревская-Бенкендорф. Измены Андреева не простила ни писателю, ни себе. На склоне лет, выступая перед публикой с рассказами об Алексее Максимовиче, Андреева призналась: «Я была не права, что покинула Горького. Я поступила, как женщина, а надо было поступить иначе: это всё-таки был Горький». В дни предсмертной болезни писателя в Горки не приезжала.
После окончательного личного разрыва с Горьким (дружеские отношения сохранялись до конца жизни писателя) у Андреевой завязался роман с сотрудником ГПУ Петром Петровичем Крючковым (моложе актрисы на 17 лет), ставшим по рекомендации Марии Фёдоровны личным секретарём писателя. По воспоминаниям Владислава Ходасевича, в 1921 году Горький, как колеблющийся и неблагонадёжный мыслитель, по инициативе Зиновьева и советских спецслужб, с согласия Ленина, снова отправлен в эмиграцию, а Андреева вскоре последовала за бывшим гражданским мужем «в целях надзора за его политическим поведением и тратою денег». С собой Мария Фёдоровна взяла и Крючкова, с которым вместе поселилась в Берлине, в то время как сам Горький с сыном и невесткой обосновался за городом. За границей Андреева, воспользовавшись своими связями в советском правительстве, устроила нового любовника главным редактором советского книготоргового и издательского предприятия «Международная книга». Таким образом Крючков при содействии Андреевой стал фактическим издателем произведений Горького за рубежом и посредником во взаимоотношениях писателя с российскими журналами и издательствами. Вследствие этого Андреева и Крючков смогли полностью контролировать расходование Горьким его немалых денежных средств. В 1938 году Крючков был репрессирован и расстрелян, взяв на себя действительную или мнимую вину за «убийство» писателя.
Вернувшись на родину, Андреева вскоре рассталась и с Крючковым, а всю свою энергию направила на театральную и общественную жизнь Советской России. Мария Фёдоровна продолжила службу комиссаром театров и зрелищ, к тому же ещё в 1919 году по рекомендации Красина и Горького была назначена комиссаром экспертной комиссии Наркомата внешней торговли по Петрограду. В Питере Андреева стала одним из инициаторов создания Большого драматического театра, где на семь лет возвратилась на большую сцену; в БДТ актриса с перерывами играла в 1919—26 годах, наиболее заметная роль этого периода — леди Макбет в одноимённой пьесе Шекспира. Лебединой песней Андреевой на театральных подмостках стала нежная Дездемона.
В 1926 году 58-летняя Андреева снова получила правительственное назначение в Берлин, где становится заведующей художественно-промышленным отделом советского торгпредства в Германии. Ей предстояло успешно добывать в Германии твёрдую валюту, необходимую для индустриализации страны, путём продажи реквизированного в России имущества враждебных классов, золота разграбленных и уничтоженных церквей. Также распродавала по заказу Советского правительства шедевры Эрмитажа и иных музеев. По её словам, добывала валюту «за наше старьё». На этом поприще Марии Фёдоровне способствовал её старый знакомый и первый партнаставник, бывший студент-вольнодумец Пётр Красиков по кличке Игнат, ставший в Советской России влиятельным юристом, председателем комиссии при ВЦИК по вопросам культа. Опекал Андрееву в Германии и полпред СССР во Франции и Великобритании Леонид Красин. В Германии она познакомилась с министром народного образования МНР Н. Ф. Батухановым, посоветовав ему обратиться к Горькому по вопросам устройства образовательной системы в Монголии.

### Признание

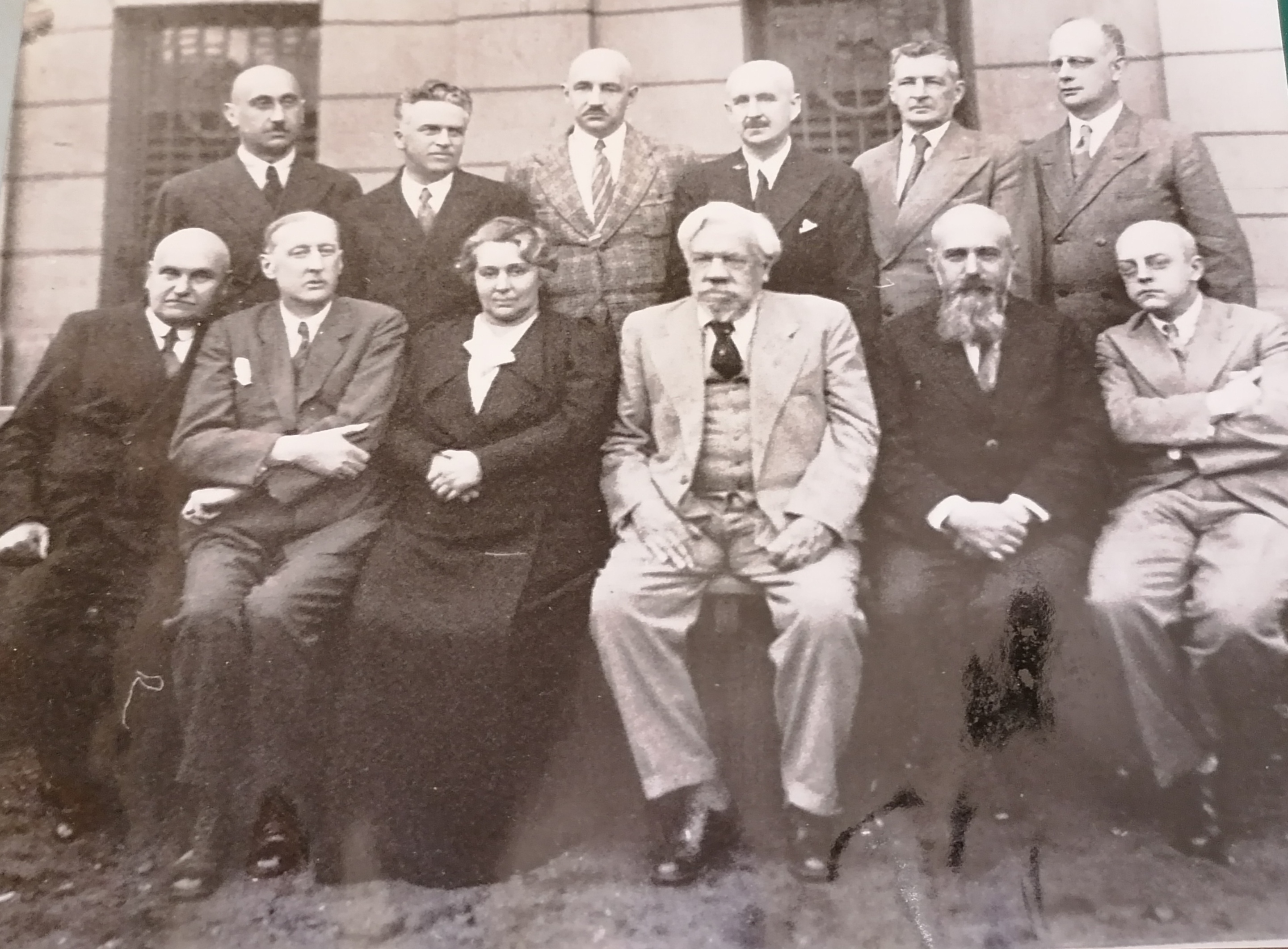
С С.А. Чаплыгиным и другими у Дома учёных

В СССР вернулась в 1928 году, но на сцену больше не выходила, Марии Фёдоровне было уже 60. Некоторое время она занималась художественными промыслами и являлась заместителем председателя правления «Кустэкспорт». Тем не менее актёрский дар Андреевой вновь оказался востребован зрительской аудиторией в Московском Доме учёных, которым Мария Фёдоровна руководила с 1931 по 1948 год и где много выступала с впечатляющими рассказами и воспоминаниями о Горьком. Там же под крылом Андреевой нашла пристанище театральная студия режиссёра А. Д. Дикого, о её трогательной опеке над студийцами вспоминал Георгий Менглет. Жила с этих пор до конца жизни по адресу: 2-й Колобовский переулок, дом 2. В годы Великой Отечественной войны вместе с Домом учёных была в эвакуации, в местечке Боровое, Казахстан, где была партийным секретарём большого коллектива эвакуированных с семьями академиков. В 1944—1945 годах была удостоена двух высоких государственных наград — ордена Ленина и ордена Трудового Красного Знамени. В послевоенной столице запомнилась москвичам стройной и красивой пожилой женщиной, каждый вечер неспешно и одиноко прогуливающейся по Кропоткинской улице.
Существует оригинальное предположение Альфреда Баркова о том, что Мария Андреева стала прообразом Маргариты в романе М. А. Булгакова «Мастер и Маргарита», та совращала большевизмом Мастера, в котором Булгаков, по трактовке литературоведа, подразумевал Максима Горького. Эта версия в литературоведении особого признания не получила.
На пенсии неутомимая Мария Фёдоровна Андреева провела последние свои пять лет. 

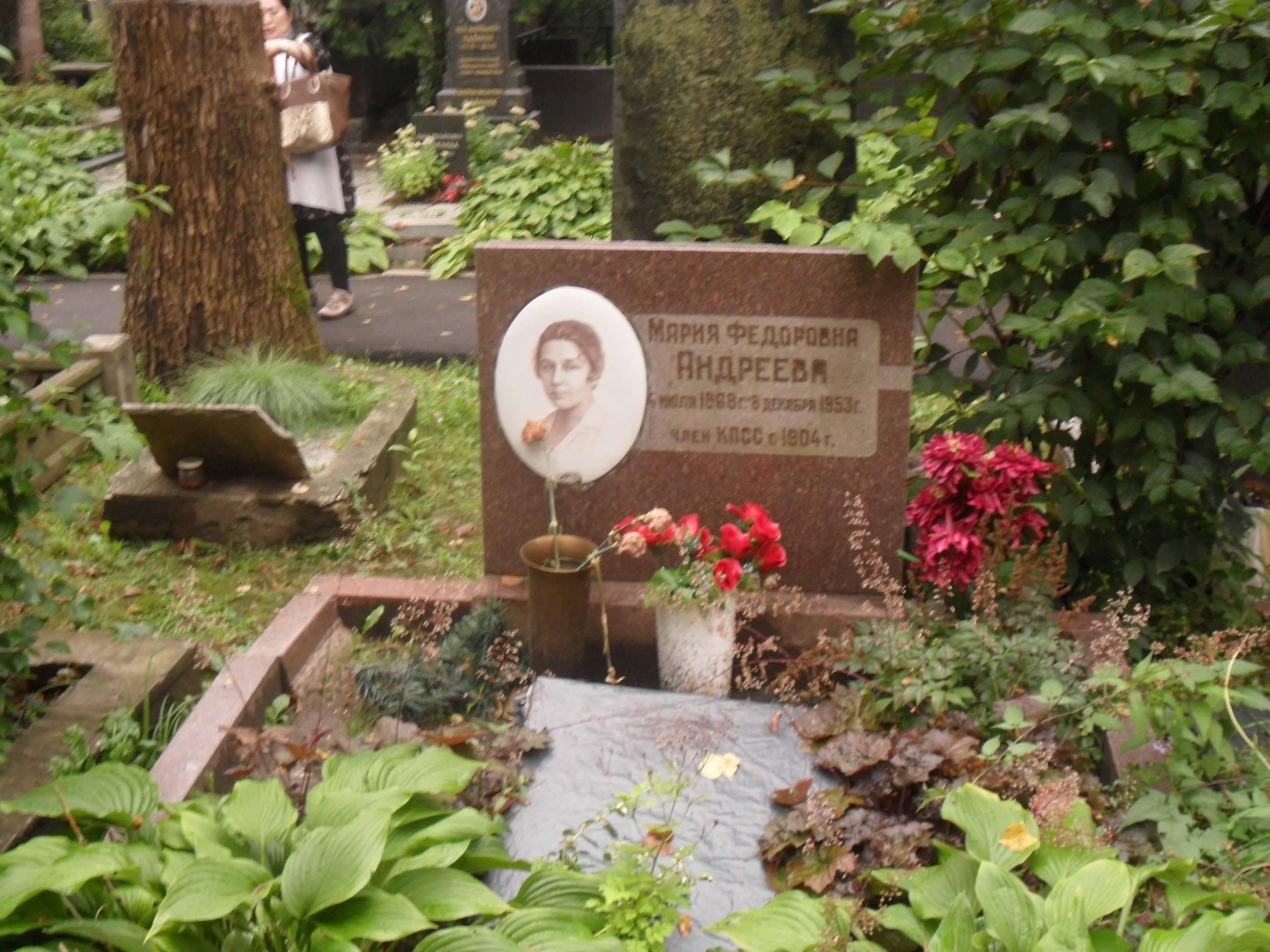
Могила Андреевой на Новодевичьем кладбище.

Скончалась 8 декабря 1953 года. Похоронена в Москве на Новодевичьем кладбище (участок № 1).
В 1958 году была впервые выпущена в серии «Жизнь замечательных людей» массовым тиражом биография «Горький», автором которой выступил исследователь его жизни и творчества, советский писатель и сценарист Илья Груздев. В этой книге ни словом не сказано о том, что Андреева была женой Горького, а сама она упомянута единственный раз как актриса МХТ. Впервые об истинной роли Андреевой в жизни Горького массовому читателю стало известно только в 1961 году, когда были изданы воспоминания Марии Андреевой, Глеба Кржижановского, Николая Буренина, других товарищей по революционной борьбе, по сцене, её друзей и близких. В 2005 году в этой же серии ЖЗЛ вышла книга Павла Басинского «Горький», где роль Марии Андреевой в жизни писателя освещена подробно. Тема «Горький и Андреева» исследуется также в монографии Дмитрия Быкова «Был ли Горький» (2012).

## Награды
- орден Ленина (10.06.1945)[5]
- орден Трудового Красного Знамени (08.02.1944)[5]
- медали

## Семья
Отец — Фёдор Александрович Фёдоров-Юрковский (1842—1915), главный режиссёр Александринского театра.
Мать — Мария Павловна Юрковская (по сцене Лелева, урождённая Лилиенфельд) (1843—1919), актриса балетной труппы; в 1870-х годах — драматическая актриса Александрийского театра.
Сестра — Надежда Фёдоровна Кякшт (Юрковская) (1872—1897)
Сестра — Екатерина Фёдоровна фон Крит (Юрковская) (1874—?)
Сестра — Евгения Фёдоровна Павлова-Сильванская (Юрковская) (1878—1969), медсестра
Брат — Николай Фёдорович Юрковский (?—?)
Муж — Андрей Алексеевич Желябужский (1850 — ?), действительный статский советник, инспектор Московско-Курской и Муромской железных дорог, главный контролёр Московского железнодорожного узла, член Общества искусства и литературы, член правления Российского театрального общества. В разводе с 1903 года.
- Сын — Юрий Андреевич Желябужский (1888—1955), советский кинооператор и режиссёр. Похоронен на Новодевичьем кладбище (участок № 1).
  - Внучка — Светлана Юрьевна Желябужская, умерла во младенчестве, похоронена на Новодевичьем кладбище (участок № 1)
- Дочь — Екатерина Андреевна Желябужская (Гармант) (1894—?), автор воспоминаний о деде, режиссёре Ф. А. Фёдорове—Юрковском (1962)[25].

Гражданский муж (с 1904 по 1921 год) — Максим Горький. Писатель прекращение своего первого брака официально не оформлял, поэтому зарегистрировать новые отношения не мог. Дружеские отношения между Андреевой и Горьким сохранялись до конца жизни писателя.
Состояла в отношениях с Дмитрием Лукьяновым (репетитором сына Юрия); с миллионером Саввой Тимофеевичем Морозовым (1862—1905); с генерал-майором Владимиром Джунковским (1865—1937), товарищем министра внутренних дел и командиром отдельного корпуса жандармов.

## Мемуары и монографии
- Мария Фёдоровна Андреева. Переписка. Воспоминания. Статьи. — М.: Искусство, 1961 (переиздавались с дополнениями в 1964 и 1967, в 3-м издании изменено или добавлено около 200 стр.)
- А. Таланов. Большая судьба. — М.: Политиздат, 1967. — 207 с. с илл.
- Нина Волохова. Феномен. — Л.: Лениздат, 1982. — 286 с.

## Образ в искусстве

### На экране
- Друг Горького – Андреева (1967 г.) — документальный фильм-коллаж из фотографий.
- Смотреть фильм Друг Горького – Андреева (1967 г.) — жанр документальный.
- Николай Бауман (1967 г.) (Элина Быстрицкая)
- Доверие (1975 г.) (Ирина Мирошниченко)
- Под знаком Скорпиона (1995 г.) (Светлана Коркошко)
- Четыре жены буревестника революции (2007 г.) (Украина) — документальный фильм.
- Савва Морозов (2007 г.) (Евгения Крюкова)
- Плен страсти (2010 г.) (Елена Ксенофонтова)
- Роковая любовь Саввы Морозова (2012 г.)[54] (Янина Соколовская)
- Нераскрытые тайны. Тайна одного самоубийства в Каннах (2015 г.) — документальный фильм.

### В живописи
- Портрет М. Ф. Андреевой (1905 г.) Репин, Илья Ефимович
- Портрет Марии Фёдоровны Андреевой. (1910 г.) Бродский, Исаак Израилевич